# Manuel Ruiz Rodríguez
Manuel Ruiz Rodríguez (1874-1940) fue un presbítero y escritor cubano.

## Biografía
Nació en 1874. Natural de la localidad cubana de Corralillo, fue obispo de Pinar del Río y primer arzobispo de La Habana. Entre sus publicaciones se encontraron títulos como Cartas pastorales (30) desde 1907, Liras y estrofas (con el seudónimo «Lucas del Cigarral», Habana, 1910), Impresiones de un viaje á Tierra Santa (1915) y Los tronos de Cristo (1916). Falleció en 1940.